# Årøysund
Årøysund ist eine Ortschaft in der norwegischen Kommune Færder in der Provinz (Fylke) Vestfold. Der Ort hat 1588 Einwohner (Stand: 1. Januar 2024).

## Geografie
Årøysund ist ein sogenannter Tettsted, also eine Ansiedlung, die für statistische Zwecke als ein Ort gezählt wird. Die Ortschaft Årøysund liegt an der südlichen Ostküste der Insel Nøtterøy im Oslofjord. Årøysund befindet sich dabei am gleichnamigen Sund Årøysund, der die Insel Nøtterøy von der Insel Nordre Årøy trennt.

## Geschichte
Bis Ende 2017 gehörte Årøysund noch zur damaligen Kommune Nøtterøy. Diese ging im Rahmen der landesweiten Kommunalreform in die neu geschaffene Gemeinde Færder über.